# Ariadna Chaves
Ariadna Chaves (San Miguel de Tucumán, 24 de septiembre de 1924-2 de abril de 2016) fue una poetisa argentina.

## Carrera
En su provincia realizó estudios de Filosofía y Letras. También ejerció la docencia. Con su poesía colaboró en diarios y revistas de Tucumán y de Argentina. Recibió numerosos premios.
Sus poemas figuran en antologías argentinas entre las que merece destacarse la Antología de la poesía Argentina, con selección y prólogo de Raúl Gustavo Aguirre.
Fueron sus maestros Horacio Descole, Manuel Corbalán, José Nieto Palacios, Antonio Berni, Lino Spilimbergo, Eugenio Hirch, Leonor Vasena.
Tenía amistad con otras importantes personalidades provincianas como Juan González, Arturo Álvarez Sosa, Guillermo Orce Remis, Raúl Klass.
Dijo haber escrito en tres días a los 19 años de edad su primer libro de poemas intitulado: Poemas.
Dio mucho que hablar la apasionada relación que unió a Ariadna Chaves con tres grandes pintores: José Nieto Palacios; con Lino Spilimbergo y más tarde con Antonio Berni, quienes retrataron la legendaria belleza de la poeta tucumana,.

## Comentario sobre su obra poética
La obra de Ariadna Chaves responde a las modalidades poéticas de la época, con dignidad y enjundia se entiende, altura y hondura -dos aparentes contradicciones que no son tales sino dos conceptos complementarios que casi significan lo mismo- valentía, cierta languidez prosaica que no le hace daño y, por supuesto, poesía, una levitación que no abunda, al menos en nuestro país, tanto como se piensa.
Gustavo García Saraví

## Obras publicadas
- Poemas (Canciones de la víspera), 1951.
- Las Otras tierras, 1961.
- El Arco, 1962.
- Intemperie, 1977.
- La Flor al dueño, 1983
- Río Circular (Antología), 1987

Su trabajo poético forma parte de las siguientes antologías:
- Giménez Pastor, Marta y José Daniel Viacava, Selección Poética femenina 1940-1960, Ediciones Culturales Argentinas Ministerio de Educación y Justicia, Buenos Aires, 1965.
- Joubin Colombres, Eduardo, Romancero Tucumano.
- Bravo Figueroa, Gustavo, Poesía de Tucumán, Siglo XX, Ediciones Atenas, Tucumán, 1965.